# Appel (Nedersaksen)
Appel is een gemeente in de Duitse deelstaat Nedersaksen. De gemeente maakt deel uit van de Samtgemeinde Hollenstedt in het Landkreis Harburg. Appel telt 2.015 inwoners.
Tot de gemeente behoren, naast het gelijknamige dorp, nog o.a. de dorpjes Eversen  en Oldendorf.
Voornaamste middel van bestaan in de gemeente is het toerisme. Langs o.a. schilderachtige beekjes en vijvers lopen enige wandelroutes. 
- Bibliothèque nationale de France: cb155028650 (data)
- International Standard Name Identifier: 0000 0001 2149 9937
- Library of Congress Control Number: n90623352
- Nationale Bibliotheek van Israël: 987007304777005171
- Système universitaire de documentation: 070299129
- Virtual International Authority File: 122690453

Appel · 
Asendorf · 
Bendestorf · 
Brackel · 
Buchholz in der Nordheide · 
Dohren · 
Drage · 
Drestedt · 
Egestorf · 
Eyendorf · 
Garlstorf · 
Garstedt · 
Gödenstorf · 
Halvesbostel · 
Handeloh · 
Hanstedt · 
Harmstorf · 
Heidenau · 
Hollenstedt · 
Jesteburg · 
Kakenstorf · 
Königsmoor · 
Marschacht · 
Marxen · 
Moisburg · 
Neu Wulmstorf · 
Otter · 
Regesbostel · 
Rosengarten · 
Salzhausen · 
Seevetal · 
Stelle · 
Tespe · 
Toppenstedt · 
Tostedt · 
Undeloh · 
Vierhöfen · 
Welle · 
Wenzendorf · 
Winsen (Luhe) · 
Wistedt · 
Wulfsen